# Mina Witkojc
Mina Witkojc, nata  Wilhelmine Wittka (Burg, 28 maggio 1893 – Papitz, 11 novembre 1975), è stata una poetessa e giornalista tedesca di origine soraba.
Scrisse le sue opere nella lingua soraba inferiore.

## Biografia
Witkojc studiò a Berlino e dal 1923 al 1931 fu redattrice della rivista Serbski Casnik, da dove mantenne i contatti con i sokols cechi e jugoslavi. Tra il 1942 e il 1945 fu imprigionata dai nazisti a Erfurt, accusata di Panslavismo. È stata tra i fondatori di Domowina nel 1946.

## Opere
- Erfurtske spomnjeśa (Memorias de Erfurt, 1945)
- K swĕtłu a słyńcu (De la luz hacia el sol, 1955)
- Prĕdne kłoski (Primeros trabajos, 1958)
- Dny w dalinje (Días lejanos, 1967)